# Orthonevra anniae
Orthonevra anniae är en tvåvingeart som först beskrevs av Sedman 1966.  Orthonevra anniae ingår i släktet glansblomflugor, och familjen blomflugor. Inga underarter finns listade i Catalogue of Life.